# Victoria Woodhullová
Victoria Claflinová Woodhullová Martinová (23. září 1838 Homer – 9. červen 1927 Bredon's Norton) byla americká novinářka, vydavatelka novin, finanční makléřka, spiritistka, léčitelka a aktivistka za práva žen. Rovněž vedla kampaň za sociální reformu a rovnost Afroameričanů. Byla také první ženou, která se ucházela o funkci prezidenta USA, a to v prezidentských volbách v roce 1872. Jako přesvědčivá rétorka byla za svá vystoupení před velkým publikem dobře placena. Během svého života byla považována za silně kontroverzní osobnost, a to zejména jako zastánkyně volné lásky (přičemž v jejím pojetí volná láska ovšem znamenala hlavně svobodu volby partnera i možnost vztah v případě jeho nefunkčnosti ukončit, tedy věci dnes za Západě považované za obvyklé).